# Ořechové politbyro
Ořechové politbyro je označení pro „triumvirát“ de facto vládnoucí místo Leonida Brežněva, který de iure zůstával i nadále vládcem SSSR. Název vychází z místa, kde se muži scházeli – v Ořechovém sálu Kremlu.

## Pozadí
Brežněv chtěl po sérii mrtvic v roce 1977 odstoupit, to mu ale politbyro neumožnilo – strana se bála o svoji image a zároveň nebylo jasného nástupce, což by vyústilo v boje o moc a oslabilo stranu i svaz. Za Brežněva tedy neoficiálně začali vládnout muži z tzv. Ořechového politbyra – Jurij Andropov (šéf KGB), Andrej Gromyko (dlouholetý ministr zahraničí SSSR) a Dmitrij Ustinov (ministr obrany SSSR). Triumvirát byl aktivní hlavně – s ohledem na posty členů – v zahraničně-bezpečnostních otázkách, což se projevilo např. při invazi do Afghánistánu v roce 1979, kteréžto byli hlavně Andropov a Ustinov velkými zastánci. Po smrti Brežněva v roce 1982 neměl Andropov při volbě generálního tajemníka KSSS protivníka, a tak 12. listopadu 1982 dosáhl na nejvyšší funkci v SSSR.